# Igor Ivanović
Igor Ivanović (Kirin Serbia: Игор Ивановић; sinh 28 tháng 7 năm 1997) là một tiền vệ bóng đá Serbia thi đấu cho Napredak Kruševac ở Serbian SuperLiga.